# Charles Cavendish (Mathematiker)

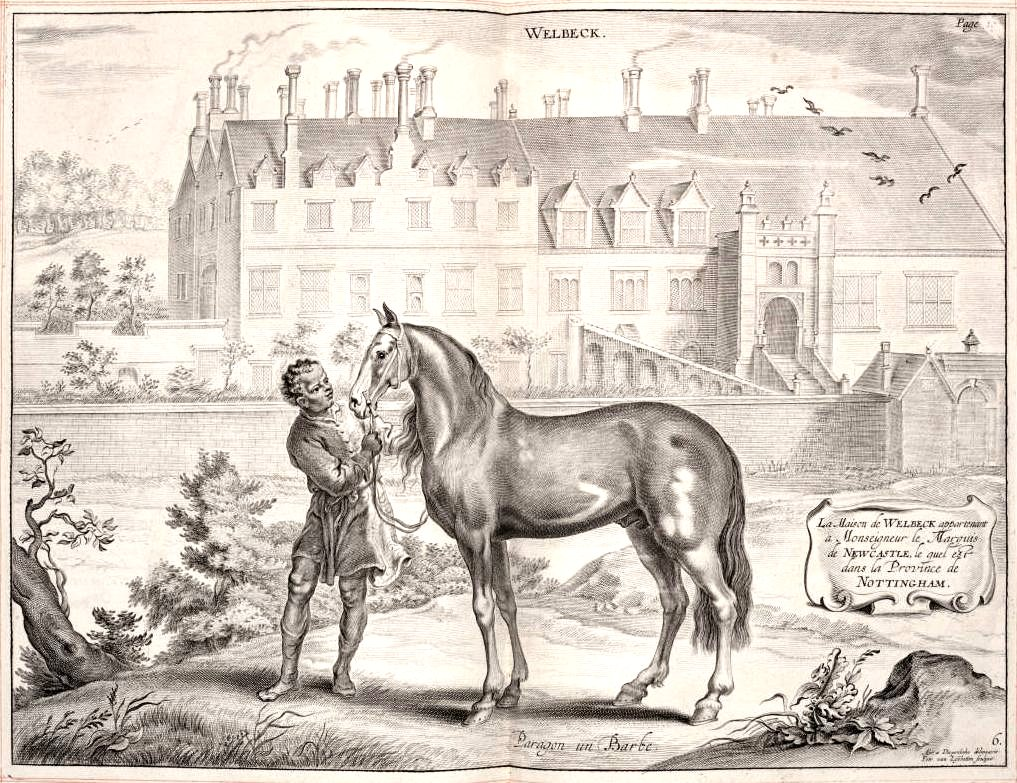
Welbeck Abbey in Nottinghamshire

Sir Charles Cavendish (* 1595?; † 4. Februar 1654) war ein britischer Mathematiker, Parlamentsabgeordneter und Patron der Wissenschaft.

## Leben und Wirken
Cavendish war der jüngere Bruder von William Cavendish, 1. Duke of Newcastle. Nach der Biografie von John Aubrey hatte er von Jugend an mathematische Neigungen und konnte sich dank der Erbschaft nach dem Tod des Vaters der Sammlung mathematischer Werke und Patronage der Mathematik widmen. Über eine Universitätsausbildung ist nichts bekannt, wahrscheinlich wurde er von Privatlehrern erzogen. Für den Hofdienst oder das Militär war er wenig geeignet, da er kleingewachsen und nach einigen Berichten physisch missgebildet war. 1612 begleitete er mit seinem Bruder und anderen jungen Gentlemen Henry Wotton auf diplomatischer Mission nach Savoyen, wobei er auch Basel und Köln besuchte. Am 10. August 1619 wurde er beim Besuch des Königs auf dem Landgut seines Bruders, Welbeck Abbey, als Knight Bachelor geadelt. Cavendish war 1623/24, 1627/28 und 1650 Parlamentsmitglied für Nottingham. Er hatte zwar auch eigene Güter, lebte aber meist bei seinem Bruder in Welbeck Abbey oder in dessen Stadthaus in London. Im Englischen Bürgerkrieg kämpfte er auf Seiten der Royalisten an der Seite seines Bruders und zeichnete sich bei der Schlacht von Marston Moor aus. 1644 ging er mit seinem Bruder ins Ausland, zuerst nach Hamburg, dann nach Paris und Den Haag. Sein Besitz wurde eingezogen, er kehrte jedoch noch während der Regierung von Oliver Cromwell zurück, um die Rückgabe zu betreiben. Er war unverheiratet. Cavendish wurde am 25. Februar 1654 in der Familiengruft in Bolsover bestattet.
Cavendish erwarb laut John Aubrey insbesondere in Italien und Frankreich viele mathematische Manuskripte, die er herausgeben wollte, die aber nach seinem Tod als Rohpapier verkauft wurden.
Cavendish patronierte mit seinem Bruder einen Kreis von Wissenschaftlern auf dem Landsitz seines Bruders (Welbeck Academy), zu dem unter anderem John Pell, Walter Warner, Robert Payne (der außerdem ab 1630 der Kaplan von Cavendishs Bruder war) und Thomas Hobbes gehörten. Sie hatten auf dem Kontinent unter anderem Kontakt zu René Descartes und Claude Mydorge, die sie  nach England holen wollten, um unter der Patronage von Karl I. zu leben. Cavendish war auch gut mit Pierre Gassendi und William Oughtred bekannt. Oughtred war möglicherweise sein mathematischer Lehrer. Im Exil in Paris und später in Antwerpen setzte sich die Patronage von Wissenschaftlern fort, Pell, Hobbes und Kenelm Digby gehörten dazu, und es gab Kontakte zu Gilles de Roberval und Marin Mersenne, Christiaan Huygens, Descartes und anderen.
Cavendish korrespondierte unter anderem mit Pell, François Derand und Hobbes. Er brachte Ende der 1630er Jahre das Prinzip der Indivisibilien von Bonaventura Cavalieri nach England und machte William Oughtred mit den Ideen von François Viète bekannt (und regte Oughtred zur Veröffentlichung seines Clavis mathematicae von 1631 an). Umgekehrt machte er Mathematiker auf dem Kontinent mit englischen Kollegen wie Thomas Harriot bekannt.
Seine Schwägerin Margaret Lucas, die Herzogin von Newcastle, widmete ihm einen Gedichtband (Poems and Fances, 1653). Sie war im Exil eine Hofdame der Königin Henrietta Maria von Frankreich und Schülerin von Cavendish.